# Fuscidea austera
Fuscidea austera är en lavart som först beskrevs av William Nylander och som fick sitt nu gällande namn av P. James. 
Fuscidea austera ingår i släktet Fuscidea och familjen Fuscideaceae. Arten är reproducerande i Sverige. Inga underarter finns listade i Catalogue of Life.